# Serafina (opera)
Serafina (v německém originále Seraphine, op. 36, VJT 39) je hrdinsko-komická opera (formou singspiel) o dvou dějstvích českého skladatele Václava Jana Tomáška na libreto Johanna Heinricha Dambecka podle staršího námětu italského libretisty Giovanniho Bertatiho. Byla napsána v letech 1807–1808 a premiéru měla 15. prosince 1811 v pražském Stavovském divadle. Jedná se o Tomáškovu jedinou dokončenou a provedenou operu.

## Vznik, charakteristika a historie díla
Podle Tomáškových pamětí ho pro operní žánr nadchlo představení Ifigenie na Tauridě Christopha Willibalda Glucka, které zhlédl ve Vídni roku 1806 a na jejíž hudbě obdivoval prostotu, výraznost a přimknutí k ději. Se žádostí o libreto se obrátil na Johanna Heinricha Matthiase Dambecka (1774–1820), spisovatel a estetika; tento brněnský rodák působil v Praze, a to od roku 1812 jako profesor estetiky na Karlo-Ferdinandově univerzitě. (Dambeck byl rovněž raným podporovatelem spisovatele Karla Egona Eberta, pozdějšího Tomáškova švagra.) Tomášek s ním již dříve diskutoval problémy hudebně-dramatické tvorby. Dambeck Tomáškovi dodal libreto, které bylo zpracováním staršího námětu: ten pocházel od plodného italského libretisty Giovanniho Bertatiho, jehož libreto Isabella e Rodrigo o sia La costanza in amore (tj. Isabella a Rodrigo aneb Stálost v lásce) zhudebnil roku 1776 Pasquale Anfossi. Přímou předlohou Dambeckovi bylo až německé zpracování Bertatiho libreta, jež pod názvem Lieb' um Liebe oder Die Flucht nach Asien (tj. Láska za lásku aneb Útěk do Asie) zhudebnil roku 1797 drážďanský kapelník Franz Dunkel (zřejmě proto Tomášek ve své autobiografii jako Dambeckovu předlohu uvádí údajné Bertatiho jinak neznámé libreto L'amore per l'amore). Zachované rukopisy libreta i hudby i zprávy o uvedení opery uvádějí jako její název jen Seraphine, ale Tomáškův vlastní katalog skladeb uvádí rozšířený název Seraphine oder Großmuth und Liebe (tj. Serafina aneb Velkomyslnost a láska), který se poprvé vyskytuje v seznamu Tomáškových skladeb v Gerberově lexikonu hudebních skladatelů z roku 1814. Dambeckovo libreto k Serafině není nijak podobné libretům Gluckových oper, nýbrž obsahuje dobově oblíbené rytířsko-romantické a orientální motivy. Soudobá kritika je kritizovala jako příliš zjevný plagiát libret Mozartových: „První díl je nastřižen podle Dona Giovanniho, druhý podle Únosu ze serailu,“ mínil vídeňský časopis Thalia.
Tomášek o své metodě napsal: „Při kompozici tohoto svého 36. díla jsem napřel veškeré své úsilí k tomu, aby byla charaktery jednajících postav udrženy až do konce, aby situace byly oživeny dramatickou pravdivostí, abych se v instrumentaci vyvaroval veškerých hlučných efektů, a abych se tak na této cestě vždy osvědčil jako důstojný herold umění.“
Po formální stránce má Serafina podobu singspielu (zpěvohry; jednotlivá hudební čísla (předehra, sbory, ansámbly, árie, finále obou dějství) jsou spojena mluvenými pasážemi. Na čtyřech místech se vyskytují „secco“ recitativy. Sbory jsou psány jednoduše, jen ve finále I. dějství dosahují čtyřhlasnosti. Rovněž instrumentace je velmi jednoduchá, zcela odpovídající dobovým zvyklostem; vyznačuje se častým střídáním smyčcových a dechových nástrojových skupin a sestává většinou z rozložených akordů a posuvů, často se vyskytují sekvence. Rovněž harmonie je velmi jednoduchá, ve zpěvu i doprovodu je časté unisono, zdvojování základního tónu apod.; hudba se pohybuje se většinou v tónice a dominantě s občasnými vybočeními do příbuzných durových a mollových tónin. Podobně prostá je i melodika: převládají běžné intervaly, časté opakování týchž tónů a omezený tónový rozsah árií.

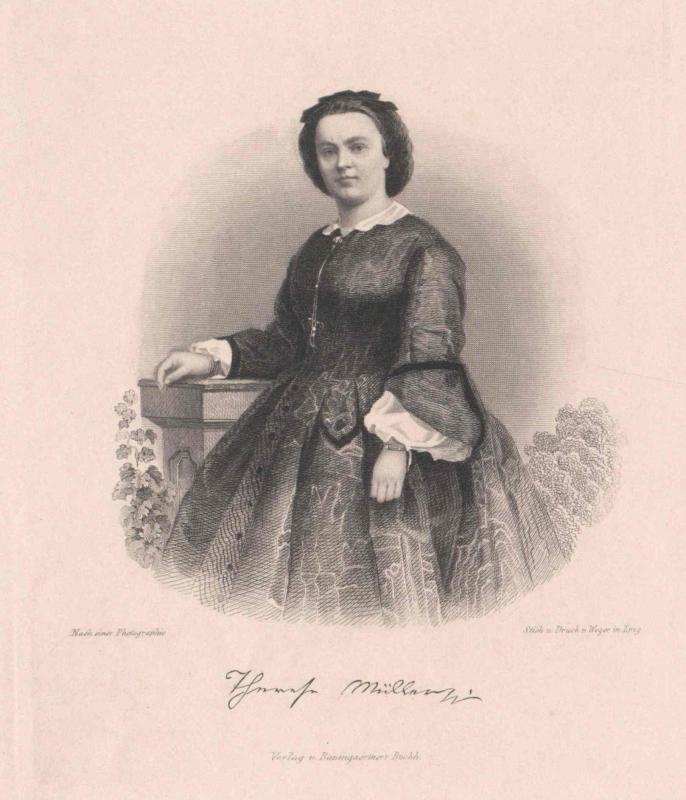
Therese Müllerová (později provd. Grünbaumová), první představitelka Serafiny v Tomáškově opeře, rytina Augusta Wegera.

Tomášek operu zhudebnil rychle na přelomu let 1807 a 1808, avšak její uvedení ve Stavovském divadle asi rok a půl vázlo (z čehož skladatel vinil ředitele divadla Johanna Carla Liebicha). Pražská opera se nacházela ve složitém období; po rozpuštění italské opery roku 1807 usiloval o její nahrazení přitažlivým německojazyčným repertoárem kapelník a skladatel Wenzel Müller, avšak pěvecký soubor divadla zápasil s nízkou úrovní a personální fluktuací. Přesto Müller uváděl díla domácích skladatelů (Jan Josef Rösler, Jan Nepomuk Augustin Vitásek) a na podzim došlo i na nastudování Serafiny. Podle Tomáškových pamětí operu nastudoval skladatel sám a zpěváci se role naučili snadno a rychle, což Tomášek přisuzoval tomu, že opera byla psána přiléhavě pro lidské hlasy; kapelník Müller (jehož dcera Therese zpívala titulní roli) byl přítomen všem zkouškám a obdivoval Tomáškův kompoziční um, stejně jako ředitel Liebich; hlavní zkoušce dne 5. prosince 1811 byl přítomen i skladatel Carl Maria von Weber a chválil Tomáškovu instrumentaci.
Tomášek již v té době dosáhl jisté proslulosti a očekávání při premiéře Serafiny 15. prosince 1811 byla velká. Podle jeho vzpomínek měla opera velký úspěch a skladatel byl vyvoláván, a to přes intriky příznivců skladatele Bedicha Diviše Webera, kteří se ji snažili vypískat jako odplatu za to, že Serafině musela ustoupit opera B. D. Webera Kanzuma. Mezi diváky premiéry byl opět skladatel Carl Maria von Weber a vyjádřil se o ní pochvalně; když však byl v letech 1813–1816 kapelníkem opery Stavovského divadla, Serafinu neuvedl, což mu Tomášek zazlíval.
Druhé představení se konalo 21. a třetí 30. prosince 1811, s velmi dobrou pokladní tržbou, další pak 7. a 29. ledna 1812. K benefičnímu představení opery napsal libretista Dambeck na Tomáškovu počest báseň Die Erscheinung (Zjev), která byla otištěna na několika místech. Avšak problémy se zpěváky – zejména onemocnění představitele dona Alonza, tenoristy Johanna Christopha Grünbauma, o němž měl Tomášek pochybnosti – a šetření ředitele Liebicha na nákladech vedly k tomu, že Serafina repertoár opustila.

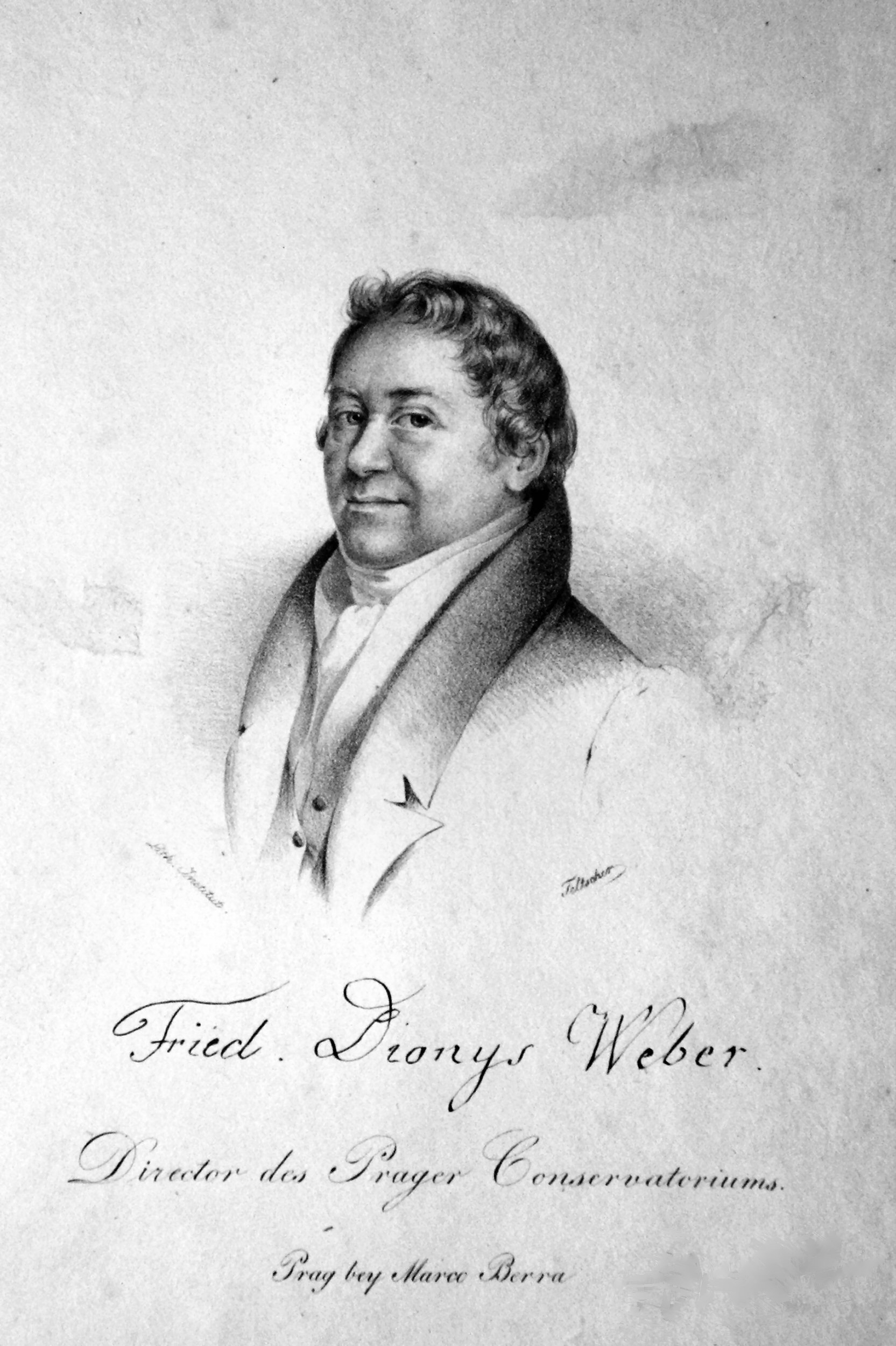
Bedřich Diviš Weber, první ředitel Pražské konzervatoře (rytina Josefa Eduarda Teltschera). Jeho intrikám připisoval V. J. Tomášek nepříznivé hlasy o Serafině.

Podle Tomáška byla všechny referáty o Serafině „napsány v růžově zbarveném stylu“, až na recenzi ve vídeňském divadelním časopise Thalia, kterou Tomášek připisoval klice Diviše Webera. Ta sepsula libreto a o hudbě tvrdila, že „soud všech nestranných lidí, tj. většiny publika, nevyzněl příznivě“. Podle recenzenta byla Tomáškova hudba „slabá a bez síly“, skladatel „vršil disonanci na disonanci, a tím mátl a ohlušoval, místo aby se líbil a dojímal“. Témata jeho árií jsou prý „příliš suchá, příliš táhlá, příliš zastaralá“, v hudbě vládne „nudná monotónnost“. Tomášek nepřekvapivě tuto kritiku odsoudil jako „paskvil“.
Zato časopis Zeitung für die elegante Welt psal: „při provedení [Serafiny] zazněly skladateli ze všech stran potlesk a chvála a všichni, kteří dosud neznali jeho hudební zásluhy, byli tímto neočekávaným zjevením nemálo ohromeni. A skutečně se Češi radují, že konečně jeden hudebník z jejich středu vykročil na dráhu, na které kráčí se štěstím a vhledem ve stopách Glucka a Mozarta.“ Recenzent obdivoval sílu i něžnost hudby, zručnou instrumentaci a zejména celkový hudební výraz; mezi nedostatky uváděl určitou zdlouhavost a také málo veselejších úseků, jaké by se daly od „hrdinsko-komické“ opery očekávat. Pražský časopis Jokus byl ve své zprávě z reprízy 30. prosince 1811 zdrženlivější; přiznával Tomáškovi „znalost hudební skladby, původnost a ušlechtilé ideje“, ale v celém díle prý „panuje patos, který ani jediná árie nepřeruší půvabem a něžností. Velmi často se vyskytnou impozantní, ale zřídka, ba nikdy místa jemná, srdce povznášející a nebeskému zpěvu blízká.“ Chválil pochody španělských a afrických vojáků, sbory a některé ansámbly, ale z árií neuznal žádnou za hodnou pozornosti.ׅ
Podle soudu hudební vědkyně Elišky Holubové je libreto nejen nepůvodní, ale i „z literárního hlediska […] velmi schematické a dokonce stěží dosahuje úrovně tehdejší průměrné operní libretní produkce. […] Dramatický spád děje je chabý a popisný, jednotlivé scény následují po sobě většinou bez vnitřní logické souvislosti a jakákoli jevištně účinná komika nebo napětí jsou již předem ochromeny“. I u hudby Holubová upozorňuje na převládající jednoduchost, nenápaditost a konvenčnost. „Hudba opery Serafina koření ještě v klasicismu a nenacházíme v ní v žádném ohledu novinky, které známe z Tomáškových klavírních a písňových prací. […] Opera Serafina rozhodně nepatří k Tomáškovým nejlepším dílům; v jejích nedostatcích se ukazují mnohé rysy typické operní prvotiny a postrádáme především – a to nikoli jen vinou libreta – opravdový hudebnědramatický spád.“ Podle muzikoložky Markéty Kabelkové „[o]perní tvotba má v T[omáškově] díle hodnotu spíše historickou“.
Tomášek následně začal pracovat na další opeře pod názvem Alvaro aneb Žádost po nadzemských věcech (Alvaro oder Die Sucht nach überirdischen Dingen), avšak úspěch Rossiniho opery Tankred, kterou považoval za vrchol nevkusu, ve Vídni a v Praze roku 1815 jej natolik rozčílil, že práci odložil a už se k opeře nevrátil. Není ani známo, že by se Serafinu pokoušel uvést někde jinde než v Praze. Nezanevřel na ni však a věhlasný kritik Eduard Hanslick vzpomínal, jak se v Tomáškově salonu účastnil téměř kompletního předvedení opery s klavírním doprovodem skladatele.
Rukopis libreta i notového materiálu k opeře Serafina se nachází v Českém muzeu hudby. Tiskem vyšla v roce 1832 poprvé úprava předehry k Serafině pro čtyřruční klavír.

## Osoby a premiérové obsazení

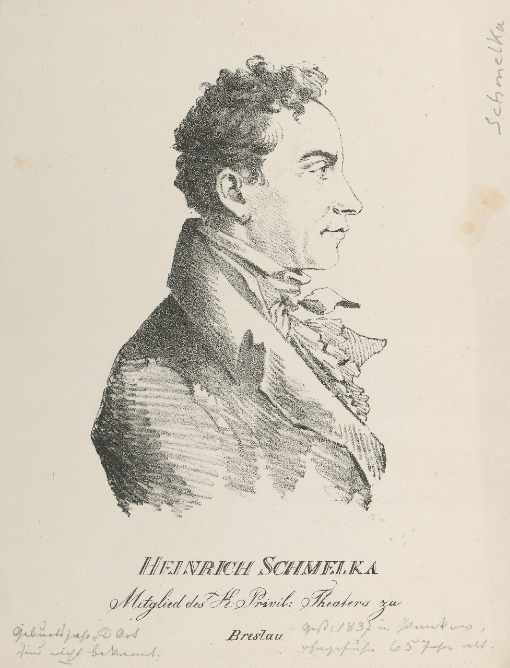
Heinrich Schmelka, představitel komické role Omara, správce harému, v Tomáškově opeře Serafina. Kresba z roku 1821.

| Role                                              | Typ hlasu | Premiérové obsazení (15. prosince 1811) |
| ------------------------------------------------- | --------- | --------------------------------------- |
| Seraphine                                         | soprán    | Therese Müller(-Grünbaum)               |
| Guvernér Valencie, její otec                      | bas       | …                                       |
| Bianca, jeho schovanka                            | soprán    | Braun                                   |
| Don Alonzo                                        | tenor     | Johann Christoph Grünbaum               |
| Mohadi, paša v Salé                               | bas       | Matthias Schreinzer                     |
| Zaida, milostnice v harému                        | soprán    | Magdalene Allram                        |
| Selina, milostnice v harému                       | soprán    | Ungelmann                               |
| Fanfaro, sluha Dona Alonza                        | bas       | Johann Went                             |
| Omar, správce harému                              | bas       | Heinrich Schmelka                       |
| Španělští a afričtí vojáci, ženy z harému, otroci |           |                                         |
| Dirigent                                          | Dirigent  | Václav Jan Tomášek                      |

## Děj opery
Odehrává se ve Španělsku a na severoafrickém pobřeží ve středověku.

### 1. dějství

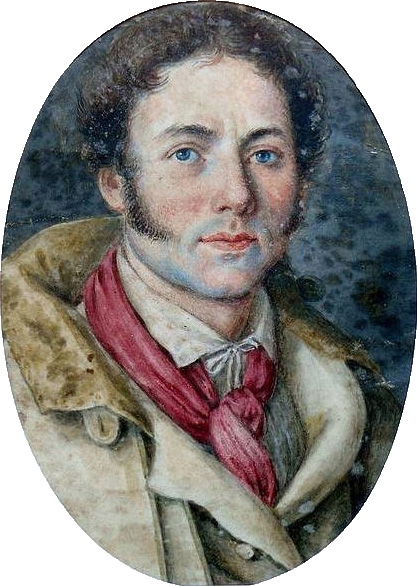
Tenoista Johann Christoph Grünbaum, první představitel dona Alonza v Serafině

Don Alonzo je zamilován do Serafiny, dcery valencijského guvernéra, ale ten odmítá dát k sňatku své svolení. Milenci se tedy dohodnou, že spolu uprchnou po moři, a dají si schůzku na mořském pobřeží. Serafina zanechá otci dopis, v němž tvrdí, že se vrhla do moře. Avšak když se mají milenci sejít na pobřeží, není Serafina k nalezení; jak její otec, tak její milý se proto domnívají, že přišla o život. Don Alonzo, jeho sluha Fanfaro a guvernérova schovanka Bianca, která byla do plánů milenců zasvěcena, hořekují.

### 2. dějství
(O rok později) Don Alonzo se konečně dopátral, že Serafina byla unesena do harému paši Mohadiho  v Salé. Přichází ji získat zpět. Serafina ho potká na procházce; nechá ho zajmout svými otroky a podrobit zkoušce lásky a pak mu potvrdí svou neutuchající náklonnost. Don Alonzo vytáhne proti pašovi se svým vojskem, ale ten mu navrhne souboj. Tomu se Serafina (nemajíc iluze o Alonzových schopnostech) snaží zabránit, až nakonec paša dojat jejími prosbami se jí vzdá a velkomyslně oba milence spojí za jásotu Španělů i Afričanů.

## Instrumentace
Dvě flétny, dva hoboje, dva klarinety, dva fagoty; dvě trubky (klariny), dva lesní rohy, tři pozouny; činely; housle, violy, violoncella, kontrabasy.